# Madinat Al Mataar
Madinat Al Mataar (in arabo مدينة المطار‎?), anche conosciuta come Dubai South, è una comunità dell'Emirato di Dubai, negli Emirati Arabi Uniti. Si trova nel Settore 5 nella zona sud-occidentale di Dubai. Nella comunità si trova l'aeroporto internazionale Al Maktoum e l'area espositiva di Expo 2020.

## Storia
Fino agli inizi degli anni 2000 la zona era pressoché totalmente desertica fino a quando nel 2005 non venne annunciato il progetto denominato Dubai World Central (DWC), che prevedeva uno sviluppo multifunzionale dell'area con al centro l'aeroporto internazionale allora chiamato Dubai World Central International.
L'aeroporto DWC, chiamato poi Al Maktoum International Airport, è stato inaugurato il 28 giugno 2010.
Nell'agosto 2015 il progetto è stato rinominato Dubai South, integrando anche l'area espositiva prevista per l'esposizione universale 2020.

## Territorio
Il territorio della comunità occupa una superficie di 75,7 km² lungo la costa meridionale di Dubai, al confine con la municipalità di Abu Dhabi.
L'area si trova fra la Sheikh Mohammed Bin Zayed Road (E 311) a ovest e Emirates Road (E 611) a est, mentre a nord è delimitata dalla Expo Road (E 77) e  a sud dalla comunità di Saih Shuaib.
Una gran parte dell'area è occupata dall'aeroporto internazionale Al Maktoum e dalle aree ad esso associate (parcheggi, area cargo, uffici), anche se non mancano le aree residenziali e commerciali.
Nella zona nord-ovest, all'incrocio fra la Sheikh Mohammed Bin Zayed Road e la Expo Road, si trova l'area espositiva utilizzata per l'esposizione universale del 2020, che dopo la fine dell'esposizione è stata rinominata Expo City.
L'area residenziale si trova all'estremita nord-orientale della comunità, all'incrocio fra la Expo Road e la Emirates Road.
L'area è servita solo limitatamente dalla metropolitana con la fermata di Expo 2020 della Linea Rossa, che serve appunto l'area espositiva omonima. 
Vi sono tuttavia delle linee di superficie che collegano le principali zone della comunità.